# Arcipelago di Tomogashima
L'arcipelago di Tomogashima (友ヶ島?) è un gruppo di quattro isole presenti nel mare interno di Seto, all'interno della prefettura di Wakayama.

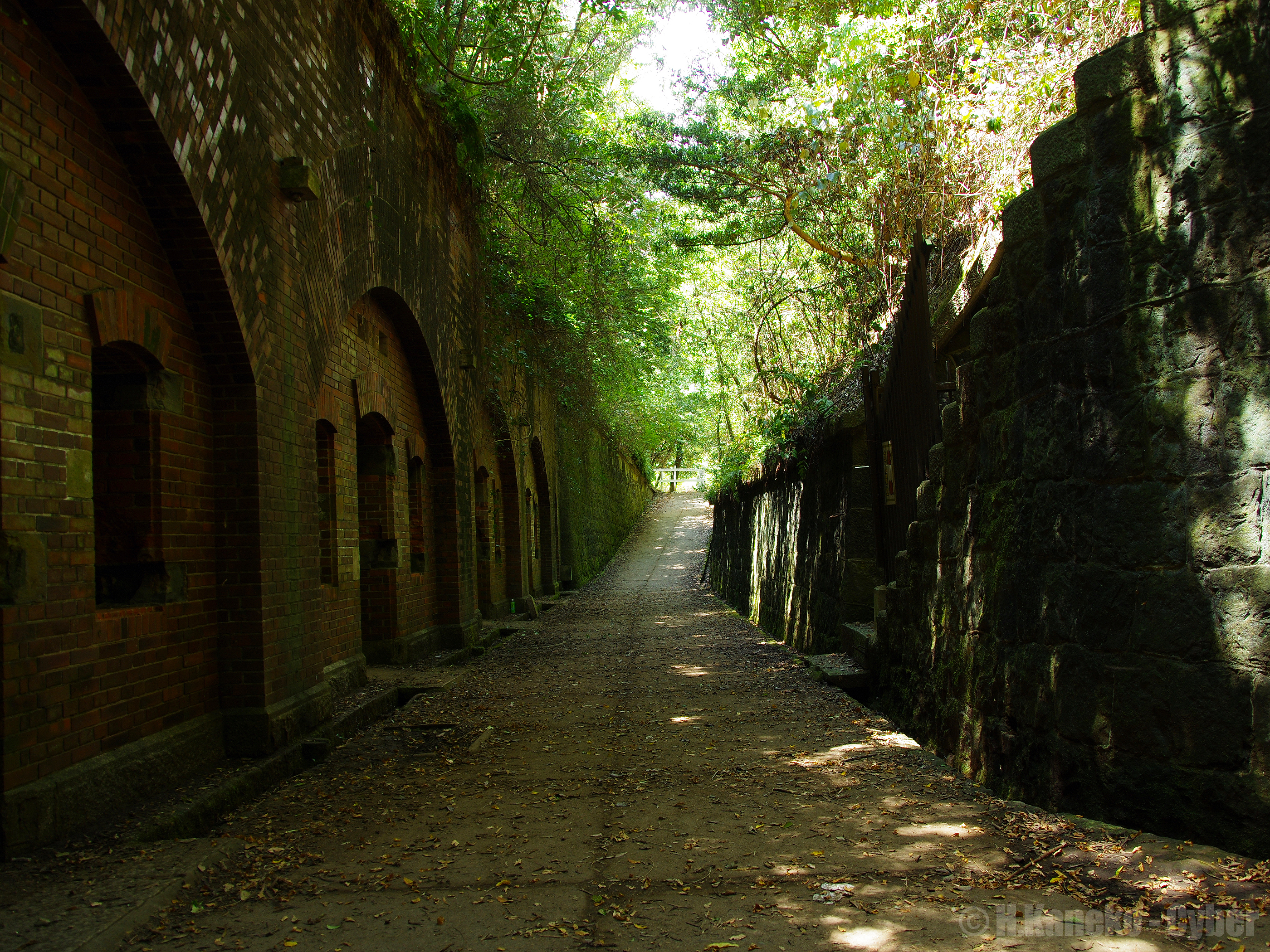
Costruzioni belliche all'interno dell'arcipelago.

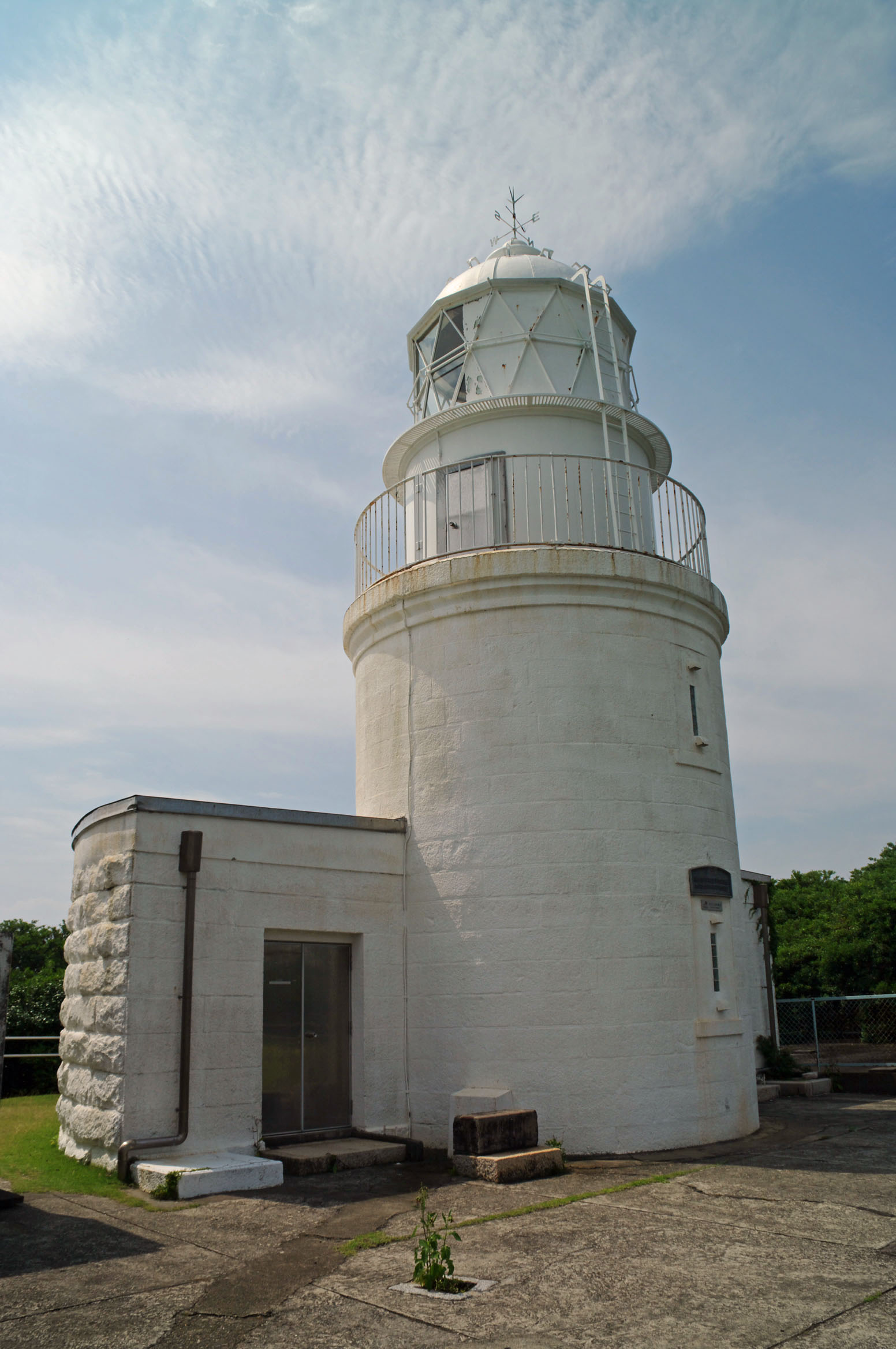
Il faro, edificato nel 1882.

Le quattro isole, i cui nomi sono Jinoshima (地ノ島?), Kamishima (神島?), Okinoshima (沖ノ島?) e Torajima (虎島?), sono comprese all'interno del parco nazionale di Setonaikai. Le isole, frequentate dai monaci buddisti per praticare lo shugendō, hanno visto durante il periodo Meiji la costruzione di un forte con scopo difensivo e, nel 1882, di un faro. Sono state inoltre d'ispirazione per l'ambientazione del manga Summer Time Rendering di Yasuki Tanaka.